# Ethiopië op de Olympische Jeugdzomerspelen 2010
Ethiopië nam deel aan de Olympische Jeugdzomerspelen 2010 in Singapore, de eerste editie van de Olympische Jeugdspelen.

## Medailleoverzicht
| Sport    | Olympiër         | Discipline               | Medaille |
| -------- | ---------------- | ------------------------ | -------- |
| Atletiek | Mohammed Geleto  | 1000 m (m)               | Goud     |
| Atletiek | Tizita Ashame    | 1000 m (v)               | Goud     |
| Atletiek | Fekru Jebesa     | 3000 m (m)               | Zilver   |
| Atletiek | Habtamu Fayisa   | 2000 m steeple chase (m) | Zilver   |
| Atletiek | Tsehynesh Tsenga | 2000 m steeple chase (v) | Zilver   |

## Deelnemers en resultaten
(m) = mannen, (v) = vrouwen 

### Atletiek
| Olympiër         | Discipline         | Resultaat | Prestatie                                                  |
| ---------------- | ------------------ | --------- | ---------------------------------------------------------- |
| Mohammed Geleto  | 1000 m (m)         | Goud      | kwalificatie serie 2; 2.24,40 pr (1e) A-finale: 2.19,54 pr |
| Fekru Jebesa     | 3000 m (m)         | Zilver    | kwalificatie: 8.12,65 (1e) A-finale: 8.08,53               |
| Habtama Fayisa   | 2000 m steeple (m) | Zilver    | kwalificatie: 5.38,62 pr (1e) A-finale: 5.39,10            |
|                  |                    |           |                                                            |
| Tizita Ashame    | 1000 m (v)         | Goud      | kwalificatie serie 2: 2.46,34 pr (1e) A-finale: 2.43,24 pr |
| Tsehynesh Tsenge | 2000 m steeple (v) | Zilver    | kwalificatie: 6.46,08 (2e) A-finale: 6.37,81               |

### Zwemmen
| Olympiër          | Discipline       | Resultaat | Prestatie              |
| ----------------- | ---------------- | --------- | ---------------------- |
| Robel Habte       | 50 m vrij (m)    | 42e       | 1R serie 3: 28,44 (5e) |
| Robel Habte       | 50 m vlinder (m) | 21e       | 1R serie 3: 32,30 (8e) |
|                   |                  |           |                        |
| Yanet Gebremedhin | 50 m vrij (v)    | 58e       | 1R serie 4: 34,84 (8e) |
| Yanet Gebremedhin | 50 m rug (v)     | 21e       | 1R serie 1: 38,96 (8e) |

Afghanistan · Albanië · Algerije · Amerikaanse Maagdeneilanden · Amerikaans-Samoa · Andorra · Angola · Antigua en Barbuda · Argentinië · Armenië · Aruba · Australië · Azerbeidzjan · Bahama's · Bahrein · Bangladesh · Barbados · België · Belize · Benin · Bermuda · Bhutan · Bolivia · Bosnië en Herzegovina · Botswana · Brazilië · Britse Maagdeneilanden · Brunei · Bulgarije · Burkina Faso · Burundi · Cambodja · Canada · Centraal-Afrikaanse Republiek · Chili · China · Chinees Taipei · Colombia · Comoren · Congo-Brazzaville · Congo-Kinshasa · Cookeilanden · Costa Rica · Cuba · Cyprus · Denemarken · Djibouti · Dominica · Dominicaanse Republiek · Duitsland · Ecuador · Egypte · El Salvador · Equatoriaal-Guinea · Eritrea · Estland · Ethiopië · Fiji · Filipijnen · Finland · Frankrijk · Gabon · Gambia · Georgië · Ghana · Grenada · Griekenland · Groot-Brittannië · Guam · Guatemala · Guinee · Guinee‑Bissau · Guyana · Haïti · Honduras · Hongarije · Hongkong · Ierland · IJsland · India · Indonesië · Irak · Iran · Israël · Italië · Ivoorkust · Jamaica · Japan · Jemen · Jordanië · Kaaimaneilanden · Kaapverdië · Kameroen · Kazachstan · Kenia · Kirgizië · Kiribati · Koeweit · Kroatië · Laos · Lesotho · Letland · Libanon · Liberia · Libië · Liechtenstein · Litouwen · Luxemburg · Macedonië · Madagaskar · Malawi · Malediven · Maleisië · Mali · Malta · Marshalleilanden · Marokko · Mauritanië · Mauritius · Mexico · Micronesië · Moldavië · Monaco · Mongolië · Montenegro · Mozambique · Myanmar · Namibië · Nauru · Nederland · Nederlandse Antillen · Nepal · Nicaragua · Nieuw-Zeeland · Niger · Nigeria · Noord-Korea · Noorwegen · Oeganda · Oekraïne · Oezbekistan · Oman · Oostenrijk · Oost‑Timor · Pakistan · Palau · Palestina · Panama · Papoea-Nieuw-Guinea · Paraguay · Peru · Polen · Portugal · Puerto Rico · Qatar · Roemenië · Rusland · Rwanda · Saint Kitts en Nevis · Saint Lucia · Saint Vincent en Grenadines · Salomonseilanden · Samoa · San Marino · Sao Tomé en Principe · Saoedi-Arabië · Senegal · Servië · Seychellen · Sierra Leone · Singapore · Slovenië · Slowakije · Soedan · Somalië · Spanje · Sri Lanka · Suriname · Swaziland · Syrië · Tadzjikistan · Tanzania · Thailand · Togo · Tonga · Trinidad en Tobago · Tsjaad · Tsjechië · Tunesië · Turkije · Turkmenistan · Tuvalu · Uruguay · Vanuatu · Venezuela · Verenigde Arabische Emiraten · Verenigde Staten · Vietnam · Wit-Rusland · Zambia · Zimbabwe · Zuid-Afrika · Zuid-Korea · Zweden · Zwitserland